# Richie Williams
Pour les articles homonymes, voir Richard Williams et Williams.
Richie Williams, né le 3 juin 1970 à Middletown Township dans le New Jersey, est un  joueur international américain de soccer ayant évolué au poste de milieu de terrain, avant de devenir entraîneur.

## Biographie

### Carrière de joueur

#### Parcours en sélection
Avec l'équipe des États-Unis, il joue 20 matchs (pour aucun but inscrit) entre 1998 et 2002. Il figure notamment dans le groupe des sélectionnés lors des Gold Cup de 2000 et de 2002.
Il participe également à la Coupe des confédérations de 1999. Lors de la compétition, il joue 4 matchs et son équipe se classe 3e.

### Carrière d'entraîneur
En janvier 2019, il est présenté comme le premier entraîneur de l'histoire de Loudoun United, l'équipe réserve de D.C. United. Il quitte cependant le club le 30 mai 2019, acceptant un poste d'entraîneur-adjoint au Revolution de la Nouvelle-Angleterre.
Le 1er août 2023, à la suite de la mise sous enquête administrative de Bruce Arena, il est nommé entraîneur par intérim du Revolution. Le 9 septembre suivant, après la démission d'Arena, il est confirmé dans son poste tout en conservant le statut d'intérim.

## Palmarès

### Palmarès en club
D.C. United
- Vainqueur de la Coupe MLS en 1996, 1997 et 1999.
- Vainqueur de la Coupe des États-Unis en 1996.
- Vainqueur de la Coupe des champions de la CONCACAF en 1998.
- Vainqueur de la Copa Interamericana en 1998.
- Finaliste de la Coupe des États-Unis en 1997.
- Finaliste de la Coupe MLS en 1998.

 NY MetroStars
- Finaliste de la Coupe des États-Unis en 2003.

### Palmarès en sélection
États-Unis
- Vainqueur de la Gold Cup en 2002.